# 加藤民吉
加藤 民吉（かとう たみきち、1772年 - 1824年）は江戸時代の陶工。同名を名乗った人物は6人いるが、本記事では「磁祖」と呼ばれる初代民吉について主に記す。

## 初代
明和9年（1772年）2月20日、尾張国春日井郡の瀬戸村（現在の瀬戸市）にあった大松窯という窯元の次男として生まれる。生家は瀬戸の山陶屋家の分家筋にあたる家系で、幼名を松次郎と言った。
当時の瀬戸窯は肥前国有田の伊万里焼をはじめとする磁器に押され、「窯屋1軒にロクロ1挺」「窯を継ぐのは長子のみ」などの規制によって生産量を制限していたため、長兄の晴生（加藤吉右衛門）が窯を継いだことで陶工としての職を失った民吉は、享和元年（1801年）に父・吉左衛門らとともに熱田前新田（現在の名古屋市港区）の入植者として名古屋に移り住んだ。同様に職を失った陶工が新田開拓に携わる例は少なくなかったという。やがて、民吉らは新田開発を指揮していた熱田奉行・津金胤臣と出会うこととなる。

### 津金胤臣との出会い
胤臣は民吉らが瀬戸の陶工であったことを知り、かねて入手していた清国の『陶説』に書かれていた染付磁器（南京石焼）の製法を教えるとともに80両の資金を与え、熱田新田の古い堤防を利用して窯を築くなどして試作させた。瀬戸以外に窯場ができることを知った瀬戸村の反発は凄まじく、民吉の親類で瀬戸の庄屋でもあった四代 加藤唐左衛門は藩への請願を行い、最終的に窯を瀬戸に移して民吉らが試作を続けることになる。「新製焼」として尾張藩の御用も受けたが、有田などの磁器の品質に届かぬことから九州に人を送って学ばせることが考えられる中、法輪寺10世・学道祖英から幕府の直轄地である天草にも磁器の窯があること、また天草の東向寺15世・上藍天中が菱野村（現在の瀬戸市菱野町）出身であることが伝えられ、天中を頼って民吉を送り出すことになった。
祖英から天中への手紙を携えて民吉が瀬戸を出立したのは文化元年（1804年）2月22日で、香積院の僧・元門が途中まで同道し、約1か月の旅程を経て3月末には天草に入った。

### 天草から三川内へ
天中から上田源作（上田宜珍、高浜村の庄屋で窯元でもあった）への斡旋によって上田家の皿山（窯場）に住み込んだ民吉は、蹴ロクロの使い方を教わっておよそ4か月経った頃には1日250個ほどの茶碗を作れるようになっていた。その後、民吉は肥前の技術を学ぶべく天中に宜珍への書状を依頼。それを読んだ宜珍から路銀も受け取り、9月初旬の長崎祭礼に合わせて長崎に渡った。
祭礼見物ののち、天中からの書状を携え彼杵郡佐世保村（現在の長崎県佐世保市）にある西方寺16世・慈明洞水を尋ねた民吉は同寺にしばらく留まり、洞水の紹介で早岐村の薬王寺住職・玄珠舜麟を頼んで平戸藩の藩窯・三川内皿山の今村幾右衛門の窯に雇われることになったが、日数があったことから一旦天草に引き返し、天中や宜珍に三川内入りを伝えている。
こうして12月16日に三川内に入ったものの、10日ほどで庄屋から「他国の者は置けない」と言い渡され、民吉は薬王寺に戻らざるを得なかった。

### 佐々での2年
舜麟の助言で江永村（後の東彼杵郡折尾瀬村上下吉福免字江永、現・佐世保市江永町）の福本喜右衛門の元を訪れた民吉は、喜右衛門の従兄弟でもある松浦郡市ノ瀬村（現・長崎県北松浦郡佐々町）の福本仁左衛門への紹介を受ける。まず佐々村（現・北松浦郡佐々町）の東光寺を訪れ、寺僧とともに皿山に向かった民吉が雇われることとなったのは12月28日のことであった。
明けて文化2年（1805年）、雇われた民吉は土造りの手伝いから始め、半年を経た頃には1日に茶碗を300個ほど作れるようになっていた。なお『染付焼起源』には、仁左衛門が民吉の仕事の念入りなのを見て「尾州（尾張）の窯職に相違ない」と見抜き、「石や土・薪などが豊富であれば移り住みたい」と打ち明けたという話が残されており、三川内の二の舞を避けるためか、当初ここでは尾張から来たことを明かしていなかったと考えられる。
同年の秋、仁左衛門の息子（嫡子の新左衛門？）が伊勢参りのため佐々を留守にしていた時期に窯入れが行なわれたことで釉薬の調合なども知ることが出来た民吉は、冬安居のために東光寺を天中が訪れた際に、仁左衛門に暇を出してもらえるように頼み込み、仁左衛門も最後には同意することとなった。1年間の御礼奉公ののち、民吉が福本家を離れたのは文化4年（1807年）1月7日であったという。

### 民吉、有田へ
佐々を離れた民吉は有田焼の上絵の技法を知ろうと考え、天草出身の振りをして有田の上絵屋を訪れたが、鍋島藩の情報統制の厳しさから徒労に終わる。なお、民吉は有田に居る時期に堤惣右衛門の窯屋に30日ほど住み込んで丸窯の築窯方法を見覚えたと伝わっているが、鍋島藩が厳重に管理していた有田焼の皿山に他国の人間が住み込めたとは考え難く、働いたとすれば築窯業の家であろうと考えられている。
約4ヶ月を有田で過ごした民吉は改めて天草を訪れ、天中や宜珍に礼を述べた。なお、この際に宜珍から上絵の技法について伝授されるとともに 、瀬戸で使っている絵薬（呉須）の入手を依頼されている。東向寺の家来という通行手形を与えられた民吉は怱作1名を伴い、5月13日に帰途につき、6月18日に瀬戸へ帰り着いた。
なお、帰国の途中で宇土半島にあった網田焼の皿山に立ち寄ったほか、伊勢神宮にも参拝している。

### 晩年・没後
瀬戸に帰り着いた民吉は磁器を藩主に献上したことで染付御用達となった。文化5年（1808年）には一代限りの苗字御免（「加藤」姓の公称が許可）となっている。また、従来呼ばれていた「新製焼」を「染付焼」、旧来よりあった陶器を「本業」と呼ぶことが定められ、瀬戸染付は京・大阪・江戸にも出荷されるようになって瀬戸窯は復興した。民吉は帰国から17年後の文政7年（1824年）7月4日に享年53で没し、西谷集落の墓地に葬られた。没後の文政9年（1826年）、亡くなる直前に民吉の請願で開かれた遥拝所（現・窯神神社）に合祀されている。
瀬戸に磁器をもたらした功績から「磁祖」と呼ばれており、「陶祖」加藤景正（藤四郎）と並んで瀬戸の歴史における重要人物とされる。その功績により1928年（昭和3年）11月10日には昭和天皇即位に伴い従五位を追贈された。
1953年（昭和28年）、市民の寄付により寺本町の宝泉寺に陶祖の墓碑とともに新たな墓碑が築かれたが、これは1995年（平成7年）に窯神神社の境内に移されている。

## 民吉の現地妻説
民吉が磁器の製法を探るために「尾張から来たことや妻子があることを隠して窯元の娘と結婚し、製法を知った後に瀬戸に逃げ去った」「瀬戸にやって来た母子が民吉に妻子があるのを知って池に身を投げた」といった話はいつの頃からか瀬戸に伝わっていた。しかしこれについてはいくつかの点から疑問を呈する意見もある。
- 現存している天中から上田宜珍への依頼状[5]には「拙同郷の者」と記されており、正体を隠していなかった。また、市ノ瀬皿山でも早々に正体がバレている[11]。さらに妻子を置いて逃げ去ったどころか、御礼奉公を1年間務めたのちに退去している[13]。また福本家の後裔には「藩主[注釈 4]より拝領した羽織が加藤家から送られてきた」と伝わっており[23]、帰国後も僅かながら交流があったことがうかがえる。

- 民吉の旅程を記した『染付焼起源』において、瀬戸に帰り着いた際の様子に両親兄弟についての記述はあるが妻子に関しては全くない。また、民吉の唯一の実子・里登は文政9年（1826年）に19歳[注釈 5]で亡くなっている[22]。

- 民吉の子を連れて瀬戸を尋ねた現地妻が親子心中したのを弔うために建立されたと言われる「親子地蔵」（瀬戸市新世紀工芸館の東入口脇に祀られている）の1体には、民吉の生まれる以前に亡くなった人物の名前が彫られている[24]。そもそもこの地蔵は太平洋戦争にともなう道路整備がきっかけで並べられたもので、それ以前は別々に置かれていた。

- 福本仁左衛門の次女（本名不明）が民吉の現地妻と言われているが、佐々町に墓があって50歳で亡くなったことが判明しており、瀬戸で子供と心中した説とは反する。なお、この女性の「子供」については記録がない。

- 佐々の福本窯は民吉が去ったのちに衰亡したと言われたが、民吉帰国の翌年、文化5年（1808年）に仁左衛門の嫡子・新左衛門は藩主の松浦清から焼物御用を申しつけられている[12]。なお、仁左衛門が文政6年（1823年）に没した2年後の文政8年（1825年）に福本窯は閉窯しており[25]、これが先の衰亡説の元と考えられる。

また、『明暗縁染付』（後述）を観た加藤唐九郎が1928年（昭和3年）に佐々を尋ねているが、九州では民吉と娘の悲恋に関する物語を全く聞くことが無かったため「九谷焼の後藤才次郎との混同ではないか」と指摘していたという。一方で、これらの話が瀬戸にのみ伝わっていることから「伊勢参りなどでこちらに来た娘が、瀬戸を訪れて民吉に会おうとした事実があるのでは」という説もある。

## 民吉作品の贋作
佐々には、現地妻説にも絡んだ「民吉の作」と言われる落款の入った焼物が複数存在しているが、民吉の足跡について現地調査した加藤庄三（1901年 - 1979年）によればこれらに入れられた落款は20種類以上あるうえ、焼物のほとんどが酸化焔で焼成されていたことなどから贋作と断じている。
また、出所が同じ「民吉が我が子の守り本尊として焼いた」とされる大黒像があり、戦後の混乱期にこれらを売った人物（当時、佐世保市木原町に在住していた陶芸家とその叔父）が語ったとされる話が、1956年（昭和31年）に佐々町教育委員会によって刊行された『佐々町郷土誌』に掲載されているが、以下の理由などから庄三は疑問を呈している。
- 当時の東光寺の住職の名が山田圭観とされているが、そもそも東光寺の歴代住職の記録にこのような名前の人物が存在しない。また、僧侶が「山田」などの姓を名乗るのは明治以降のことである。なお、民吉が訪れた当時は17世・呉峰太巌が住職であった[28]。

- 民吉が修行したのが山田圭観の幼なじみで市ノ瀬皿山の椎葉丈左衛門の窯とされているが、実際の修行先は福本仁左衛門の窯であることは先述の通り[10]。この当時、市ノ瀬で窯職を営んでいたのは仁左衛門のみだった。

- 民吉に磁器の技術を教えたために市ノ瀬から逃亡した椎葉丈左衛門が、のちに三川内地域で代々の窯を持ったとしているが、三川内は平戸藩の藩窯が置かれた土地であり、逃亡者が窯を開くことは不可能。

- 椎葉丈左衛門が逃亡したのちにさる豪商によって丈左衛門の資産が買い取られ、大黒像はその娘の嫁入り道具になったとしているが、娘の嫁ぎ先とされる木原町の婚家ではその話自体を全否定している[29]。

- 実在した椎葉丈左衛門は三川内の木原町（旧・木原村）に代々続いていた窯業家だが、子孫の語るところでは一族が他所に移り住んだことは無いという[30]。

先の焼物で文化財に指定されていたものについてはのちに指定解除となっている。また、大黒像には「為椎葉丈吉、文化三」と刻まれており、民吉の修行先が椎葉丈左衛門の窯で現地妻がその娘（あるいは孫娘）であることが前提という疑問点が解消できなかったこともあってか、後に贋作と断定されたという。
一方で、佐々町の久家六蔵家に民吉作として伝わる『懐き柏向附』については出所が鉄為大柱（東光寺16世住職を務めた禅僧）で「尾張の民吉が作った」などと箱書に記されている点や、織部焼の技法を用いて作成され還元焔で焼成されている点をして民吉作の可能性が高いとしている。なお、『懐き柏向付』には落款などは無いが、瀬戸において初代民吉の作と伝わる焼物にも落款を含めて銘などは無い。
民吉がその功績にもかかわらず村や窯仲間の役職などに就いていないことや、文政元年（1818年）に深川神社15代宮司・二宮守恒が民吉の九州行きについて記述した『染付焼起源』が民吉の口述を書き留めたものであり、その中で民吉が「途中で同道した人物に宿帳を代筆してもらった」話があること、人名・地名などに誤字が多数残されている（民吉が読んで確認していない？）こと、天中への礼状さえ父・吉左衛門の名で出されるなど書状を含めて初代民吉が書いた文章はまったく存在していないことなどから、民吉は文盲であった可能性が指摘されており、これが作品に銘や落款がない理由のひとつとも考えられる。

## 民吉を描いた作品

### 舞台

#### 明暗縁染付
『明暗縁染付』（ふたおもて えにしのそめつけ）は1927年（昭和2年）10月に大阪中座で上演された。
「佐々の悪魔、瀬戸の窯神」という副題が付けられたこの芝居は、平戸松浦藩の御用窯に偽名で潜入し窯元の娘・千鶴を娶った民吉が平戸焼の技法を盗んだことで窯元の仁左衛門と息子の小助が永牢となり、村人から民吉の踏み絵を踏みつけるように迫られて泣き崩れる千鶴を描いた序幕と、民吉の子・嘉三を連れて瀬戸を訪れた千鶴と民吉の永遠の別れを描いた第2幕からなる。大森痴雪が脚本を書き、民吉を初代 中村雁治郎、千鶴を中村福助、民吉の本妻・お品を三代目 中村雀右衛門が演じた。
当時低迷していた瀬戸では宣伝効果を狙って舞台で使用する壺などの提供を行なった。しかしこれが前述の民吉と現地妻のイメージを固定したとも言える。なお、この芝居は話の筋を若干変えられるなどして大衆演劇として各地で興業され、本来とは違う民吉のイメージをさらに拡めることとなった。

#### 皿山炎上
劇団テアトルハカタによって1988年（昭和63年）に佐々町文化会館で上演された。原作・石山浩一郎、演出・野尻敏彦による演劇で、基本的なストーリーは『明暗縁染付』と同様、皿山に潜入した民吉と福本仁左衛門の娘・いとの悲恋を軸に描かれている。

#### オペラ「民吉」
加藤庄三の『民吉街道』などを原典とした「瀬戸市民オペラ」として1997年（平成9年）に瀬戸市文化センターで上演された。2005年（平成17年）には脚本に手を入れた上で、愛知万博長久手会場のEXPOホールでも再上演されている。

### テレビドラマ

#### この光は消えず 加藤民吉
1960年（昭和35年）から1961年にかけてNHKで放送されたドラマシリーズ『この光は消えず』の一編として、民吉を描いた作品も放送された。全5話。

### 小説
- 『陶工民吉』 - 邦枝完二（1937年）

### 音楽
- 『佐々音頭』（作詞：矢野洋三、作曲：川上英一） - 佐々町の曲のひとつ。全5番のうち4番では焼き物に関する内容が歌われ、歌詞中に民吉と瀬戸焼が登場する[39]。

## 2代以降
民吉と妻・みつとの間には息子が無く、一人娘である里登の夫とするため兄・晴生の次男・吉次郎を養子に迎えたものの、里登は産後の肥立ちが悪く亡くなり、生まれた子供も早世したため直系の子孫はない。
3代作四郎は吉次郎と後妻の間に生まれた子。4代米次郎は酒乱の気があり、のちに家を捨てて放浪。1931年（昭和6年）に山口県厚狭郡厚東村で病死した。5代は4代の甥（妹夫妻の次男）にあたるが、5代以降は陶業から離れたという。
- 2代 - 吉次郎
- 3代 - 作四郎
- 4代 - 米次郎
- 5代 - 賢吾
- 6代 - 皎明